# Lametia
Lametia es una indicación geográfica italiana con denominación de origen protegida para los aceites de oliva vírgenes extra que, reuniendo las características definidas en su reglamento, hayan cumplido con todos los requisitos exigidos en el mismo. 

## Zona de producción
La zona de producción de los aceites de oliva amparados por la Denominación de Origen Lametia está constituida por terrenos ubicados en la provincia de Catanzaro.